# Fleet Fort
Fleet Model 60K Fort là máy bay duy nhất do Canada thiết kế chế tạo trong Chiến tranh thế giới II, và cũng là máy bay một tầng cánh hoàn toàn bằng kim loại đầu tiên do hãng Fleet Aircraft ở Canada (Fort Erie) chế tạo.

## Biến thể
- Model 60
- Model 60K
  - Fort Mk II
- Model 60L

## Tính năng kỹ chiến thuật
Dữ liệu lấy từ Jane's Vintage Aircraft Recognition Guide
Đặc điểm tổng quát
- Kíp lái: 2
- Chiều dài: 26 ft 10.3 in (8.18 m)
- Sải cánh: 36 ft 0 in (10.97 m)
- Chiều cao: 8 ft 3 in (2.51 m)
- Diện tích cánh: 216 ft2 (20.07 m2)
- Trọng lượng rỗng: 2,530 lb (1,149 kg)
- Trọng lượng có tải: 3,500 lb (1,589 kg)
- Động cơ: 1 × Jacobs L-6MB, 330 hp (246 kW)

Hiệu suất bay
- Vận tốc hành trình: 135 mph (217 km/h)
- Trần bay: 15,000 ft (4,572 m)